# 纽约，纽约 (音乐)
纽约，纽约是電影《纽约，纽约》（1977）中的主題曲，由John Kander作曲，Fred Ebb填詞，麗莎·明妮莉演出及演唱。 

## 歷史
這首歌並非一開始就如此受歡迎，它真正成名是1978年10月，法蘭克·辛納屈在無線電城音樂廳翻唱了此曲，廣受聽眾歡迎，因此隨後辛納屈在1979年錄製了此首歌曲進入他的專輯Trilogy: Past Present Future，這首歌也成為了辛納屈的代表歌曲，而這首歌也拿下了1980年6月美國告示榜排名30名。辛納屈在翻唱時有修改了歌詞，將原曲的Come on come through, New York, New York.更換為It's up to you, New York, New York.。但另一個更動處讓原填詞者Fred Ebb感到不悅，辛納屈在歌詞中添加了A-number-one這句，而Fred Ebb則表明他非常不喜歡這個變更。
編曲者Kander與Ebb把這首歌的成功歸功於演員勞勃·狄尼洛，因為他用"太軟弱"的理由拒絕了原始的歌曲版本。

## 在大眾文化中的影響
這首歌曲已經被當成紐約市的代表曲了，在許多紐約的社交場合都能聽到這首歌，例如婚禮、成人禮。許多以紐約為根據地的運動隊伍都選用這首歌做為隊歌，其中最著名的就是紐約洋基隊。從1923年落成的洋基老球場到最新的洋基體育場上，只要洋基隊進行主場比賽後都會播放此曲。這當中還有個小插曲，原本在洋基隊贏得比賽時播放法蘭克·辛納屈演唱的版本，輸球時播放麗莎·明妮莉演唱的版本。但是2001年時明妮莉對洋基隊提出要求，在贏球時改播放她的版本，不然就不授權洋基隊繼續使用此曲，洋基隊選擇了後者，從那時起不論洋基隊勝敗，都播放辛納屈演唱的版本。
截至2005年賽季，洋基的短期1A聯盟隊伍也都採用此曲做為賽後播放用，而九一一襲擊事件過後紐約大都會隊也開始在賽後播放這首歌曲，但是一開始大都會的球迷認為這是洋基隊的歌曲，因此給予噓聲。這首歌第一次在世界大賽上被播放的記錄是在1986年的世界大賽第七戰，當時Ray Knight及達里爾·斯塔比雷擊出全壘打，場內就播放了這首歌曲。這首歌也會在紐約尼克籃球隊及紐約遊騎兵冰上曲棍球隊的比賽後於麥迪遜廣場花園播放。在2018年的美國聯盟分區賽面對波士頓紅襪的系列戰第二場，在客場取勝後。當天敲出全壘打的亞倫·賈吉賽後在休息室播放此曲。經媒體報導後引起波士頓球迷廣大不滿。在第三戰慘遭紅襪打線血祭之後，洋基最終在主場輸掉系列戰。遭到紅襪球員在休息室播放此曲嘲諷。
該曲亦成為紐約市的另一象徵——紐約市警察局經常於公共媒體上激勵市民的一首常用播放歌曲，紐約市警察局於1980年代在警察學院畢業時亦會播放該曲。
每年在時報廣場舉行的跨年晚會上，當象徵跨年倒數的球落下後會演奏友誼萬歲，接著就是數分鐘的New York, New York，而紐約市警察局訓練學校、紐約大學、哥倫比亞大學的畢業典禮上也會演奏此曲。皇后樂隊也錄製過此曲，用於電影《挑戰者》（Highlander）的配樂，但是這個版本從未正式發行過。
儘管法蘭克·辛納屈的版本較受歡迎，但原演唱者明妮莉也有幾個最著名的現場演唱版本：在1990年法蘭克·辛納屈的演唱會上與法蘭克·辛納屈合唱的版本，1986年7月4日，自由女神像經過整修後重新開放後的演唱，而在九一一襲擊事件過後紐約進行的第一場職業運動比賽上，明妮莉在紐約大都會隊主場比賽的第七局休息時間也演唱了十分出名的版本，另外，她也與男高音盧奇亞諾·帕華洛帝合唱過此曲。而1984年的奧林匹克運動會上，她也在24架鋼琴的伴奏下演唱此曲。
在福斯電視台的情境喜劇發展受阻中，明妮莉演出的角色Lucille Austero有著有趣的台詞，該角色在劇中聽到此曲後抱怨了一句：“每個人都以為他們是法蘭克·辛納屈啊”（Everybody thinks they're Frank Sinatra）。

## 著名翻唱版本
- 碧昂絲·諾利斯曾於2003年翻唱此曲。
- 雪莉·貝西翻唱此曲並收錄於她的"New York Medley"專輯中，她也在巡迴演唱會上演唱此曲目。
- 搖滾樂團Phish在1997年的麥迪遜花園廣場跨年演出中演奏了此曲。
- 泰瑞·海契在她主演的電視劇中重唱過。
- 張學友曾於2010年4月在其的演奏會上翻唱此曲。

## 外部連結
- 1977年電影New York, New York中的片段 （页面存档备份，存于）